# Coralie Bentz
Coralie Bentz (* 21. Mai 1996) ist eine französische Skilangläuferin.

## Werdegang
Bentz, die für den C. S. Argentière startet, nahm von 2012 bis 2016 an U18 und U20-Rennen im Alpencup teil. Bei den Junioren-Skiweltmeisterschaften 2016 in Râșnov belegte sie den 40. Platz im Sprint, den 29. Rang über 5 km klassisch und den 22. Platz über 10 km Freistil. Ihre ersten Rennen im Alpencup absolvierte sie im Januar 2017 in Planica, die sie auf dem 30. Platz über 10 km Freistil und auf den 23. Rang über 10 km klassisch beendete. Im selben Monat gewann sie bei der Winter-Universiade in Almaty die Bronzemedaille mit der Staffel. Zudem wurde sie dort Neunte über 5 km klassisch, Achte in der Verfolgung und Siebte im Sprint. In der Saison 2017/18 erreichte sie mit sieben Top-Zehn-Platzierungen, darunter Platz drei über 10 km Freistil in Campra und in der Verfolgung in Cogne, den vierten Platz in der Gesamtwertung des Alpencups. Ihr Debüt im Weltcup hatte sie im Januar 2018 in Seefeld in Tirol, das sie auf dem 36. Platz im 10-km-Massenstartrennen beendete. Bei den U23-Weltmeisterschaften 2018 in Goms lief sie auf den 12. Platz über 10 km klassisch und auf den zehnten Rang im Skiathlon. In der folgenden Saison kam sie im Alpencup viermal unter die ersten Zehn, darunter Platz zwei über 10 km Freistil in Le Brassus und errang damit den achten Platz in der Gesamtwertung des Alpencups. Bei den U23-Weltmeisterschaften 2019 in Lahti kam sie auf den 14. Platz über 10 km Freistil und auf den 11. Rang im 15-km-Massenstartrennen. Im Januar 2020 holte sie in Campra über 10 km klassisch ihren ersten Sieg im Alpencup und mit dem 23. Platz über 10 km Freistil beim Weltcup in Nové Město ihre ersten Weltcuppunkte. Zum Saisonende siegte sie in Prémanon zweimal und belegte abschließend den achten Platz in der Gesamtwertung des Alpencups.
In der Saison 2021/22 kam Bentz bei der Tour de Ski 2021/22 auf den 29. Platz und belegte bei den Olympischen Winterspielen 2022 in Peking den 44. Platz im 30-km-Massenstartrennen, den 40. Rang über 10 km klassisch sowie den 38. Platz im Skiathlon.

## Siege bei Continental-Cup-Rennen
| Nr. | Datum          | Ort      | Disziplin                    | Serie    |
| --- | -------------- | -------- | ---------------------------- | -------- |
| 1.  | 5. Januar 2020 | Campra   | 10 km klassisch              | Alpencup |
| 2.  | 6. März 2021   | Prémanon | 10 km Freistil               | Alpencup |
| 3.  | 7. März 2021   | Prémanon | 10 km klassisch Verfolgung 1 | Alpencup |